# Oblast' autonoma di Tuva
L'oblast' autonoma di Tuva (in russo Тувинская автономная область?, Tuvinskaja avtonomnaja oblastʾ; in tuvano Тыва Автономнуг Область, Tıva Avtonomnun Oblastʾ) è stata un'unità amministrativo-territoriale della Repubblica Socialista Federativa Sovietica Russa (RSFSR) dall'11 ottobre 1944 al 9 ottobre 1961.
Il centro amministrativo è la città di Kyzyl.

## Storia
L'11 ottobre 1944, l'indipendente Repubblica Popolare di Tuva, riconosciuta dall'URSS, entrò a far parte dell'URSS come Oblast' autonoma di Tuva (Regione Autonoma di Tuva) all'interno della Repubblica Socialista Federativa Sovietica Russa.
Il 10 ottobre 1961 fu trasformata nella Repubblica Socialista Sovietica Autonoma di Tuva.

## Suddivisione amministrativa
- Bai-Taiginsky khoshun - centro con. Teli,
- Barun-Khemchiksky - s. Kyzyl-Mazhalyk,
- Dzun-Khemchiksky - g. Ciada,
- Kaa-Khem - s. Sarig-settembre,
- Kyzyl - g. Kyzyl,
- Mongun-Taiginsky - con. Mugur-Aksy,
- Ovyursky - s. Khandagayty,
- Piy-Khemsky - g. Turano,
- Sut-Kholsky - s. Sug-Aksy,
- Tandinskij - s. Bai-Hak,
- Tere-Kholsky - s. Chirgalandy,
- Tes-Khemsky - s. Samagaltay,
- Todzhinsky - s. Tora-Khem,
- Ulug-Khemsky - g. Shagonar,
- Chaa-Kholsky - s. Chaa-Khol,
- Erzinsky - s. Saryg-Bulun.

Il 23 febbraio 1953 furono aboliti i distretti di Mongun-Taiginsky e Tere-Kholsky.
Il 28 marzo 1957 la regione di Kyzyl fu abolita.
L'11 aprile 1961 furono aboliti i distretti di Sut-Khol e Chaa-Khol.
Prima della trasformazione in RSSA di Tuva, l'oblast' era composta da 11 distretti:
- Bai-Taiginsky, Barun-Khemchiksky, Dzun-Khemchiksky, Kaa-Khemsky, Ovyursky, Piy-Khemsky, Tandinsky, Tes-Khemsky, Todzhinsky, Ulug-Khemsky, Erzinsky.